# لگبورن، لینکلن‌شر
لگبورن (به انگلیسی: Legbourne) یک روستا و محله مدنی در بریتانیا است که در لیندسی شرقی واقع شده‌است. لگبورن ۶۴۴ نفر جمعیت دارد.